# Teorema de inmersión de Nash
Los teoremas de inmersión de Nash, llamados así por John Forbes Nash, establecen que cada variedad de Riemann puede ser isométricamente embebida en un espacio euclídeo Rn. "Isométricamente" significa "preservando la longitud de las curvas". Este teorema establece que cada variedad de Riemann puede ser visualizada como una subvariedad del espacio euclídeo.
El primer teorema es para funciones de clase C1, mientras que el segundo teorema es para funciones analíticas o de clase Ck, 3 ≤ k ≤ ∞. Ambos teoremas son muy diferentes entre sí.
La prueba del primero de ellos es muy simple, mientras que la del segundo es muy técnica aunque el resultado no es en absoluto inesperado.
El teorema para funciones C1 fue publicado en 1954, el teorema para funciones Ck en 1956, y el caso para funciones analíticas en 1966 por John Forbes Nash.